# سيدي عويدات
سِيدِي عَوِيدَات قرية تقع في معتمدية الفحص بولاية زغوان بالشمال التونسي، جنوب غرب مدينة الفحص، على الطريق الوطنية رقم 4 بين مدينتي الفحص وبرقو.تبعد عن مدينة الفحص بـ25 كم و عن مدينة بوعرادة بنفس المسافة. كانت تلقب بالدروع أو منطقة جبل منصور.

### مواضيع ذات علاقة
- معتمدية الفحص.
- ولاية زغوان.